# 阿尔贝特·纳吉
阿尔贝特·纳吉（羅馬化：Albert Nađ，1974年10月29日—），塞尔维亚男子足球运动员，场上位置是中场。他曾代表塞尔维亚和黑山参加2006年国际足联世界杯。